# Chemazé
 Chemazé  es una localidad y comuna de Francia, en la región de País del Loira, departamento de Mayenne, en el distrito de Château-Gontier y cantón de Château-Gontier Oeste.
Su población en el censo de 1999 era de 1.019 habitantes.
Está integrada en la Communauté de communes du Pays de Château-Gontier.

## Demografía
| 1211 | 1050 | 1026 | 1027 | 1015 | 1019 |
| Para los censos de 1962 a 1999 la población legal corresponde a la población sin duplicidades (Fuente: INSEE [Consultar]) |      |      |      |      |      |